# Mario Hoops 3-on-3
Mario Hoops 3-on-3, también llamado Mario Basket 3-on-3 en Japón y Mario Slam Basketball en Europa, es un juego de baloncesto, cuyos personajes son del universo Mario principalmente, pero también hay una aparición especial de los personajes de las series de Final Fantasy. El juego, que fue desarrollado por Square Enix y publicado por Nintendo, contiene especialidades, al igual que Super Mario Strikers, modos de juego fuera de reglas, habilidades especiales de los jugadores y, uso de artefactos que alteran estrategias bien diseñadas. Mario Hoops 3-on-3 fue hecho exclusivamente para Nintendo DS.
En el continente americano, desde el 3 de noviembre de 2016, Mario Hoops 3-on-3 está disponible en la consola virtual de Nintendo DS para la eShop de Wii U.

## Personajes
Cada personaje tiene una habilidad especial que el otro personaje no puede copiar. Además, un personaje es capaz de arrebatarle al contrincante todo lo que posea, ya sea monedas, ítems, o lo más importante, el balón.
existen tres categorías en la clase de los personajes:
- Equilibrado: Son los personajes que tienen todas las categorías en equilibrio.
- Hábil: Son personajes que tienen mucha habilidad en el manejo de la pelota.
- Veloz: Personajes que tienen la habilidad en sacar puntos en el menor tiempo posible.
- Potente: Personajes fuertes que manipulan muy bien el balón, además de lastimar a los más pequeños.
- Pillo: Son personajes que son buenos en la pelota, tienen muchos trucos bajo la manga y utilizan bien los objetos (ítems).

Algunos personajes (como Peach, Daisy, Yoshi, Fly Guy, Maga Blanca, Mago Negro y Ninja) se les pueden sacar vestimentas alternas; para eso, oprime los botones del panel de control de la consola mientras arrastras al personaje a la canasta y al empezar la partida, verás que tiene otro traje.

### Personajes
| Personaje   | Tipo        | Apelativo                                        | Tiro especial       | Tipo de orden |
| ----------- | ----------- | ------------------------------------------------ | ------------------- | ------------- |
| Mario       | Equilibrado | El hombre salto                                  | Tiro de fuego       | M             |
| Peach       | Hábil       | "Realeza de 3 puntos                             | Tiro amoroso        | ▽             |
| Luigi       | Equilibrado | “Champiñón Dinamita”                             | Tiro de fuego verde | L             |
| Daisy       | Hábil       | “Coleccionista de Monedas de Dinero en Efectivo” | Tiro flor           | ▽             |
| Yoshi       | Equilibrado | “El Odia-Pirañas”                                | Mate arco           | M             |
| Wario       | Potente     | Señor Pisoteador                                 | Mate pompa          | W             |
| Waluigi     | Hábil       | “La Cuestión”                                    | Mate agua marrón    | W             |
| Donkey Kong | Potente     | Mono Volcadito                                   | Mate fuerza puro    | M             |
| Diddy Kong  | Veloz       | “¿Diddy? No, él no lo hizo”                      | Tiro jet            | M             |
| Bowser Jr.  | Veloz       | “Enmascarado”                                    | Tiro graffiti       | B             |

### Personajes desbloqueables
| Personaje        | Tipo        | Apelativo         | Tiro especial                 | Tipo de orden | Descripción                               |  |
| ---------------- | ----------- | ----------------- | ----------------------------- | ------------- | ----------------------------------------- |  |
| Koopa Paratroopa | Pillo       | Ninguno           | Tiro ala                      | N             | Ninguna                                   |  |
| Bowser           | potente     | El Gran Caparazón | Mate bombardero lanza llamas. | B             | Una gran barrera acorazada y con púas.    |  |
| Birdo            | Equilibrada | Ninguno           | Tiro huevo                    | ▽             | Un dinosaurio con trompa de color negro.  |  |
| Dixie Kong       | Veloz       | Ninguno           | Tiro cañonazo                 | ▽             | Una mona que es muy mona loca.            |  |
| Boo              | Pillo       | Ninguno           | Mate fantasma                 | B             | Un fantasma con cara amigable.            |  |
| Fly Guy          | Pillo       | Ninguno           | Tiro truenazo                 | S             | No es un duende, es un chico con disfraz. |  |

#### Personajes deFinal Fantasy
| Personaje   | Tipo        | Apelativo18px      | Tiro especial         | Tipo de orden | Descripción                                  |
| ----------- | ----------- | ------------------ | --------------------- | ------------- | -------------------------------------------- |
| Moguri      | Pillo       | '"Game & Watch me  | Danza Moguri          | M             |                                              |
| Mago Negro  | Pillo       | "niño Abracadabra" | Tiro meteoro bomba    | Estrella      | Un chico hechicero que usa magia a su favor. |
| Maga Blanca | Hábil       | “La Luz”           | Tiro Sanctus          | Estrella      | Una maga de gran rango en tiro.              |
| ninja       | Equilibrado | “sr.invencible”    | Filo Hoja             | N             | Un ninja que corre con el balón              |
| Cacticilio  | Veloz       | “Clavar y picar”   | Mil espinas pullantes | S             | Un cactus andante y muy peligroso al pasar.  |

## Canchas
Aviso: El contenido de esta sección está en constante cambio. El dato que aparezca aquí no podría ser fiable. Para datos confirmados diríjase a las respectivas páginas.
- Copa Arco Iris
  - Barco Arco Iris (enlace roto disponible en Internet Archive; véase el historial, la primera versión y la última).
  - Malboro Garden
  - Fábrica de Wario
  - Desierto Impacable (enlace roto disponible en Internet Archive; véase el historial, la primera versión y la última).

- Copa Champiñón
  - Mansión de Luigi
  - Barco Pirata (enlace roto disponible en Internet Archive; véase el historial, la primera versión y la última).
  - Mar Bloochep (enlace roto disponible en Internet Archive; véase el historial, la primera versión y la última).
  - Jr. Street (enlace roto disponible en Internet Archive; véase el historial, la primera versión y la última).

- Copa Flor
  - Castillo de Bowser (enlace roto disponible en Internet Archive; véase el historial, la primera versión y la última).
  - Tierra Sorbete (enlace roto disponible en Internet Archive; véase el historial, la primera versión y la última).
  - Playa Koopa
  - Jardín de Daisy

- Copa Estrella
  - Playa Ocaso
  - Estadio Mario
  - Jardín de Peach
  - Crucero DK

### Aspectos
- Las últimas canchas de cada torneo se activan al haber estos.
- En la cancha Jr. Street puedes ganar puntos extra usando la moneda morada una vez que encestas.
- En el Jardín de Daisy, se encuentra Floro Piraña. Si está despierto, es muy difícil meter la pelota a su boca; pero se la puede meter si él está dormido y con la boca abierta o con un tiro especial dentro del área.
- En la Fábrica de Wario, hay Bob-ombs deambulando por la cancha, como son la presencia de barriles rodantes en el Crucero DK.
- En el Barco Pirata aparece Huesitos en la canasta y Gooper Blooper rondando el buque, simulando el mítico ´´Kraken´´ de las leyendas de piratas, y golpeando con sus tentáculos a los personajes que se acercan demasiado al extremo del braco.
- En el Mar Bloocheep aparecen los Cheep Cheep pixelados que hicieron acto de presencia en el juego Super Mario Bros.

## Ítems
Son implementos que sirven para atacar al oponente, en caso de que este lleve la pelota.

### Comunes
Objetos que se encuentran en todas las canchas al tocar el Panel ?.
- Moneda dorada: Vale 20 puntos.

- Champiñón volador azul oscuro: le permite volar al jugador y el contrario no se la podrá quitar y al que lo lance el balón también saldrá volando a la canasta y al que lo enceste saldrán volando las monedas cuando lo enceste.

- Champiñón rojo: Aumenta la velocidad de quien lo coja. Dura aproximadamente 10 segundos.

- Estrella: Te vuelve invencible en 10 segundos, aturdes a alguien al hacer contacto cuando lo usas y te aumenta bastante velocidad.

- Rayo: Un elemento no tan común como los demás. Golpea a todos y aturden a todos los jugadores excepto el que lo toca.

- Panel trampa rojo: Es un cubo rojo, pero al colocarlo en el piso se vuelve como un Panel ? común. Si la pelota o el jugador toca ese panel, la víctima queda aturdida y suelta el balón.

- Plátano amarillo: Una cáscara que se queda en el piso, y cualquiera que se resbale, se le cae la pelota y pierde velocidad.

- Bomba: Aturde al que le explote bien fuerte.

- Caparazón verde: al ser lanzada, irá en línea recta, chocará con cualquier obstáculo hasta ser dura si choca contra alguien.

- Caparazón rojo: Irá directamente al poseedor del balón, y le hará perder velocidad y el mismo balón.

- Caparazón azul: Perseguirá la pelota y cuando la toque, explotará.

### No comunes
Los siguientes elementos se consiguen en una determinada cancha.
- Moneda morada: Una moneda que no vale ninguna, pero al encestar gira la ruleta (aparece en la cancha castillo de Bowser).

- Congelador celeste: Al pegarle a alguien con este ítem, se congela y pierde el balón

- Bob-omb amarilla: Tiene la misma función que el bob-omb.

- Mimo morado: Un cofre morado que al ser lanzado, puede que le salgan varias monedas o que le salgan colmillos y persiga a todos hasta pegarle a alguien

## Balones
Existen diferentes tipos de balones en este juego, los cuales se pueden usar cambiándolos en el perfil. Sigue los requisitos y podrás desbloquear más balones.
- Balón con púas: La adquieres en Entrenamiento.

- Huevo de Yoshi: La adquieres en Dribbling contrarreloj.

- Plata verde: Gana el trofeo de oro en la Copa Estrella.

- Huevo negro: Gana el trofeo de oro de la Copa Champiñón.

- Calabaza azul: Gana el trofeo de oro de la Copa Flor.

- Dardo negro y azul: Gana el trofeo de oro de la Copa Flor.

- Cheep Cheep: Gana el trofeo de oro de la Copa Champiñón.

- Goomba blanco y Arco Iris: Gana el trofeo de oro en la Copa Estrella.

- Dorada amarilla y estelar morada: Gana 5 puntos en perfiles.

- Fútbol rojo y negro: Gana la copa de plata en la Copa Champiñón.